# Musée de K. Marx et F. Engels
Le musée K. Marx et F. Engels - est une subdivision structurelle de l'Institut du marxisme-léninisme (ru) (IML relevant du Comité central du Parti communiste de l'Union soviétique).
Le musée a été créé à Moscou par décision du Comité central du PCUS le 9 mars 1960, et a ouvert au public le 7 mai 1962 dans la maison numéro 5 de la rue Marx-Engels (allée Maly Znamensky).

## Histoire
Le 8 décembre 1920, l'assemblée plénière du Comité central du PCR (b), sur proposition de Lénine, se donne pour tâche de créer « le premier musée au monde sur le marxisme ». En 1921 à l'institut K. Marx et F. Engels, un département de musée est créé, « qui découlait d'un travail d'identification et de collecte de documents sur la vie et l'œuvre de Marx et Engels, l'iconographie, les œuvres d'art, et les reliques de la lutte révolutionnaire ».
Depuis la fin des années 1920, ce département du musée accueille des expositions sur les activités révolutionnaires des fondateurs du marxisme, sur l'histoire du mouvement ouvrier et communiste. En 1960, le musée devient une entité indépendante.
En janvier 1992, le musée est fermé en raison de la fin des activités de l'Institut du marxisme-léninisme, dont il était une subdivision. En janvier 1993 les fonds du musée sont transférés aux Archives d'État russes de l'histoire sociale et politique (ru), le lieu de travail du  groupe muséal du Département pour assurer la conservation des documents.

## Bâtiment
Le musée était installé dans un manoir sur Volkhonka (derrière le musée Pouchkine), dans la maison où l'institut a commencé ses activités, qui a ensuite déménagé sur la place de Tver.
Sur son territoire au début des années soviétiques, du côté de l'allée Kolymajny, un cottage a été construit - une copie de la maison de Friedrich Engels à Manchester.

## Collection
La collection a été compilée à partir de matériaux collectés dans les années 1920-1930 par l'Institut Marx et Engels du Comité exécutif central de l'URSS (directeur D. B. Riazanov) et l'Institut de Marx, Engels, Lénine sous le Comité central du PCUS (b) (directeur Adoratsky).
« Les matériaux ont été achetés à des antiquaires et aux enchères en France, en Allemagne, en Angleterre et ont été reçus en cadeau des descendants de Marx et Engels, vétérans du mouvement socialiste et ouvrier » .
Le personnel du musée a réussi à rassembler d'importantes collections de documents sur la vie et l'œuvre de Marx et Engels, sur le mouvement révolutionnaire ouvrier. En 1973, il y avait environ 100 000 articles dans les fonds du musée qui comprenaient :
- la collection la plus complète (environ 1000 unités) comprend des photographies de Marx et Engels, leurs associés, des dirigeants du mouvement révolutionnaire international, ainsi que des membres de la famille Marx, et des participants à la Commune de Paris de 1871 (environ 600 unités)
- des gravures et dessins illustrent les événements et les participants à la révolution de 1848-49 dans les villes dans lesquelles Marx et Engels ont été actifs, illustrant des épisodes de la grève, le mouvement de libération en Irlande, Hongrie, Pologne et autres.
- une collection de caricatures politiques de l'époque de la Commune de Paris (plus de 7 000 pièces)
- des effets personnels de Marx et Engels
- une étude recréée de Marx
- la collection d'éditions d'œuvres, copies de journaux dans lesquels les œuvres des fondateurs du marxisme ont été publiées, copies de leurs manuscrits
- des documents sur les activités de Lénine en tant que successeur des enseignements de Marx et Engels
- des documents des sur la mise en œuvre de leurs idées dans le premier État socialiste du monde - l'URSS et d'autres pays socialistes
- des documents sur le mouvement communiste moderne [1].

Le RGASPI, où la collecte est incluse dans les années 1990, constate que la plus grande valeur artistique et historique est représenté par la collection de gravures des 18e-19e siècles: - caricatures anglaises de la fin du 18e - début du XIXe siècle (Hogarth, Gilray, Crookshank, Rolandson, etc) ; collection de gravures françaises (du milieu du XVIIIe siècle à 1815) ; Satire politique française de l'époque de la Grande Révolution française ; peintures et sculptures (Goloubkina, Ivan Andreïev (ru), Alechine, Fechine, Joukov, etc.); collection d'affiches. « Les éléments de l'exposition du musée, réalisés dans des ateliers d'art, le laboratoire photographique des Archives centrales du Parti sur commande du musée : maquettes, mannequins, manuscrits, etc., plus de 7 000 volumes de livres anciens utilisés dans l'exposition, ont été complètement conservés".

### Activité
Le musée était engagé dans des activités de conférences et d'édition et a été visité par un grand nombre de personnes (selon les années 1970 - plus d'un million; en 1975 - 69 mille. personnes). Dans le musée, des conférences ont été données, des cours ont été organisés pour les auditeurs du réseau d'éducation du parti, les étudiants, les étudiants du secondaire et les militaires de l'armée soviétique.